# 北宫佗
北宫佗（？—？），即北宫文子，中国春秋时期卫国的卿，北宫括的儿子。
前543年，北宫佗因宋国之灾，到宋国与晋赵武、鲁叔孙豹、齐公孙虿、郑罕虎、宋向戌、小邾盟会。前542年十二月，卫国北宫文子陪同卫襄公前去楚国，经过郑国，印段到棐林去慰劳他们，依照聘问的礼仪，而使用慰劳的辞令。北宫文子进入郑国国都聘问，公孙挥做行人，冯简子和子太叔迎接客人。事情完毕以后北宫文子出来对卫襄公说：“郑国讲究礼仪，这是几代的福气，恐怕不会有大国去讨伐他吧！《诗》说：‘谁能耐热，不去洗澡。’礼仪对于政事，好像天热得要洗澡一样。洗澡用来消除炎热，有什么可担心的？”前540年，随晋、鲁、齐、卫、宋、曹、莒、邾、滕、薛、杞、小邾讨伐郑国，韩起到卫国聘问，北宫佗赋诗《淇澳》、韩起赋诗《木瓜》。